# Желтухин, Антон Николаевич
Антон Николаевич Желтухин (26 сентября 1834 — не ранее 1899) — русский военачальник, участник Русско-турецкой войны (1877—1878), генерал-лейтенант (1899).

## Биография
Родился 26 сентября 1834 года в семье богатого потомственного дворянина Московской губернии полковника Николая Желтухина и графини Надежды Ивелич из обрусевших сербов. В 1853 году был выпущен из военно-учебного заведения корнетом в элитный Кавалергардский полк (1853). Служил в Кавалергардском полку, но, по всей видимости, тяготился службой, и десять лет спустя (1863) вышел в отставку.
После начала Русско-турецкой войны (1877—1878), Желтухин вернулся на службу и был прикомандирован к 30-му Донскому казачьему полку. Служил в составе отрядов генерал-лейтенантов Иосифа Гурко и А. К. Имеретинского, причём отличился при переходе с боями через Балканы и в боевых действиях под Ловчей, после чего был назначен ответственным за установление порядка во взятом русскими войсками городе.  
В феврале 1878 года полковник Желтухин был назначен командиром Псковского драгунского полка. Командовал полком вплоть до 1891 года, после чего был произведён в генерал-майоры и назначен командиром 1-й бригады 3-й кавалерийской дивизии. В 1897 году был назначен командиром 1-й бригады 7-й кавалерийской дивизии.
В 1899 году Желтухин вышел в отставку с производством в генерал-лейтенанты.

## Ключевые должности
- Командир Псковского драгунского полка (1878—1891)
- Командир  1-й бригады 3-й кавалерийской дивизии (1891—1897)
- Командир 1-й бригады 7-й кавалерийской дивизии (1897—1899)